# Shura de Capricornio
Shura (シュラ?) es un personaje del manga y anime Saint Seiya conocido en español como Los Caballeros del Zodiaco. opinión realizada por la disposición que tuvo para matar a Aioros de Sagitario, mentor y antiguo amigo de él. Fue el santo de oro de Capricornio hasta su muerte cuando se sacrificó por Shiryū de Dragón. Luego fue revivido por Hades siendo muerto en el Castillo de Hades junto a Saga de Géminis y Camus de Acuario al expirar sus 12 horas de vida, y luego revivido por Atenea, muriendo en el Muro de los Lamentos.

## Biografía

### En Episode G
Aparece por primera vez en la reunión de los Santos de oro, donde recuerda cómo Aioros de Sagitario no lucía como un traidor frente a sus ojos, más allá que estuviera secuestrando a Atenea. Esto lo hace dudar y una noche se dirige al cuarto del Patriarca y Saga de Géminis le revela su identidad. Shura lo ataca pero Saga usa su Genrō Maōken para controlar la mente de Shura y borrar cualquier recuerdo que pueda hacerle perder fidelidad a su persona.
Luego Shura se enfrentaría al Spathe de Phaeos y cuando estaba a punto de derrotarlo el enemigo es asesinado por Crío de los Astros. Shura mantiene una dura lucha con el Titán, y en un momento en que iba a ser devastado por uno de los ataques comienza a hacer efecto el Genrō Maōken y logra ejecutar una impresionante Excalibur en X. A lo lejos, el lado bueno de Saga le ordena a su contraparte maligna que libere al Santo de Capricornio del efecto, a lo que su otra mitad termina aceptando. Shura eleva su cosmos al máximo y logra partir en dos la espada divina de Crío, quien admite su derrota y se marcha.
Más tarde, Shura ayuda a Aioria protegiéndolo del Brabeus Talanton de Temis y hasta intenta mantener una lucha con la diosa, pero ambos Santos hubieran muerto de no ser por la intervención de Aldebarán de Tauro.
Shura es teletransportado al Laberinto de Cronos por Mu de Aries, junto a los Santos que Aries considera amigos de Aioria. En el laberinto se enfrenta de nuevo a Crio de los Astros, provocando que Crio use su verdadera espada y su escudo.
Shura protagoniza un Gaiden donde se lo ve acabando fácilmente con los soldados de Chronos. Shura se vuelve a enfrentar contra Crio de los Astros en el laberinto de Cronos. Tras una sangrienta lucha logra derrotarlo y con una doble Excalibur lo mata.

### En las 12 Casas
Apenas llegan a la casa de Capricornio,notan que la casa está vacía y en efecto corroboran que en ella está el santo más fiel a Atenea. Apenas salen de la casa, notan que algo comienza a agrietar el suelo y es entonces cuando Seiya, Hyoga y Shun logran pasar al otro lado. Shiryu se queda detrás por decisión propia ya que si hubiera saltado, Shura  de seguro los habría matado fácilmente con un segundo ataque.
Shura pelea en contra de Shiryu a quien pone en serios aprietos y usa su Excalibur para destrozar la armadura del Dragón por completo. Cuando iba a matarlo, Shiryu bloquea su ataque como si fuera una espada. Shura  se estaba cansando de jugar con él y decide darle el golpe que acabaría con Shiryu ya que había visto su Dragón Naciente y por consiguiente el punto débil de este: aquella debilidad que lo condenaría a morir y que hasta ese momento sólo Seiya sabía de su existencia. Cuando Shura repite su ataque contra Shiryu, nota que no puede sacar su brazo del pecho del Dragón por más que lo intentase y es en ese momento cuando sucede algo que pronto el santo de Capricornio lamentaría: Shiryu le corta el brazo, lo toma por la espalda y no teniendo alternativa el Santo de Bronce usa su Último Dragón, el cual eleva al cielo a ambos Santos, condenándose a muerte. Ya estando en el espacio, Shura pide perdón por haber levantado su puño en contra de Atenea y los Santos de Bronce, haciendo un último favor a Shiryu. El Santo de Capricornio viste con su armadura a Shiryu protegiéndolo de la inclemencia del espacio exterior, también entrega su Excálibur al brazo derecho del caballero de bronce, reconociéndole como un verdadero caballero y no un traidor, a su vez reconociendo a la verdadera Atenea e impulsa para que pueda volver hacia la Tierra, mientras que Shura termina muriendo desintegrado por la fricción en el espacio.

### En Asgard y Poseidón
En Asgard, el espíritu de Shura impulsa a Shiryu para que derrote a Fenrir de Alioth. Ya en Poseidón, Shiryu descubre que le fue legado por parte del Santo de Capricornio su legendaria técnica Excalibur. Con ella el Dragón es capaz de vencer a Krishna de Crisaor, partiendo su armadura en dos junto a su lanza, y luego el cuerpo del general marino.

### En Hades
Junto con Saga de Géminis, Camus de Acuario, Afrodita de Piscis y Máscara de muerte de Cáncer, Shura  es revivido por Hades como un Espectro, y dotado de un Súrplice. Es enviado al Santuario para eliminar a los Santos de Oro y traer la cabeza de Atenea. Tras un breve combate con Mu de Aries, el que termina con la intervención de Shion de Aires, Shura, Saga y Camus atraviesan las 12 Casas hasta llegar a la de Virgo. Allí pelea contra Shaka de Virgo y usan la Athena Exclamation en pos de derrotarlo. Luego se enfrentan a Mu de Aries, Milo de Escorpio y Aioria de Leo y vuelven a usar la técnica prohibida por Atenea, aunque esta vez también la usan los otros Santos de Oro. Gracias a los Santos de Bronce, la colisión se eleva al cielo y no destruye al Santuario.
Una vez que Atenea se suicida con la daga dorada, él junto a Saga y Camus se dirige a ver a Pandora. Ella les pide que le muestren el cuerpo de la Diosa, pero ellos la sorprenden con que nunca han dejado de ser Santos de Atenea y Shura amenaza con cortar la cabeza de Pandora. Por desgracia, el tiempo de 12 horas que les dio el Dios del Inframundo se ha cumplido y ellos comienzan a desaparecer, no sin antes despedirse de los Santos de Bronce. Shura le pide especialmente a Shiryu que utilice a Excalibur para proteger a Atenea. Shura volvería a aparecer en el Muro de los Lamentos para sacrificarse junto a sus compañeros dorados y así destruir el muro para que los Santos de Bronce puedan llegar con Atenea.

### Next Dimension
Shura aparece como un espíritu en el manga Next Dimension, seguido oficial del clásico manga de Saint Seiya.

### Episode G Assassin
En el episodio GA, resulta que el maestro de Shura era Izo de Capricornio el Gold Saints siglo XVIII de Saint Seiya Next Dimension.

### En las películas
En la tercera película revive con los poderes de Abel, pero con el cosmos muy mermado como garantía a una posible traición hacia él, pero al descubrir que este asesinó a Atenea intenta matarlo con la ayuda de Camus, aunque ambos son eliminados al enfrentarse a los tres Santos de la Corona, quienes los derrotan fácilmente al unir sus poderes.
Aparece en la quinta película con su alma sellada en roca, al igual que sus compañeros Santos de Oro.

## Técnicas especiales
Las técnicas que usa son:
- Jeet Kune Do (chino: 截拳道, Yale cantonesa: jitkyùndou, pinyin: jiéquándào, lit. ‘el camino del puño interceptor’; JKD) Es el estilo de pelea (inventado por Bruce Lee) que ocupa.
- Excalibur (聖剣（エクスカリバー) Ekusukaribā?, Espada Sagrada Excalibur): es el ataque lineal con la espada sagrada, análogo a un único movimiento de ataque con una espada. Como toda técnica, su poder para cortar/rasgar está estrechamente relacionado con el cosmo del ejecutante. En el Episodio G, Megumu Okada le da otros kanjis al ataque pero manteniendo el mismo furigana, entre ellos Seiken Excalibur 聖剣抜刃 (?  Espada sagrada sin filo), un simple espadazo, y Excalibur no Mai 聖剣乱舞 (?  Danza bulliciosa de la espada sagrada), múltiples ataques que se cruzan entre sí formando una red de energía muy poderosa que rodea al oponente.[6] Durante la pelea contra Crío, la Excalibur se rompe y al regenerarla Shura la llama Ex-caliburn (カリバーン　改 Raibān Kai?, Caliburn renovada).[7]
- Double Excalibur (二刀聖剣（ダブルエクスカリバー) Ekusukaribā?, Excalibur Doble): tras atacar con la Excalibur, utiliza su otro brazo para crear una segunda espada. Es usada contra Crío de Los Astros en el Episodio G.[8]
- Jumping Stone (ジャンピングストーン) Janpingu Sutōn?, Salto de piedra): una técnica basada en el contraataque. Una vez que el rival ataca a Shura, éste usa sus piernas para devolver el ataque a su enemigo usando la fuerza de la propia técnica enemiga.

## Habilidades especiales
- Berserker: estado de furia que permite al santo de Capricornio incrementar considerablemente sus poderes.[cita requerida]

- Transferir su técnica Excalibur a otra persona.

- Telepatía y Psicoquinesis. Además de que su rango es de caballero dorado, y se ha visto que la gran mayoría de ellos poseen este tipo de habilidad, si no poseyera poderes telepáticos, no habría podido encontrar el rastro de su compañero Sísifo en Morphia.